# Wojnowice (Czernica)

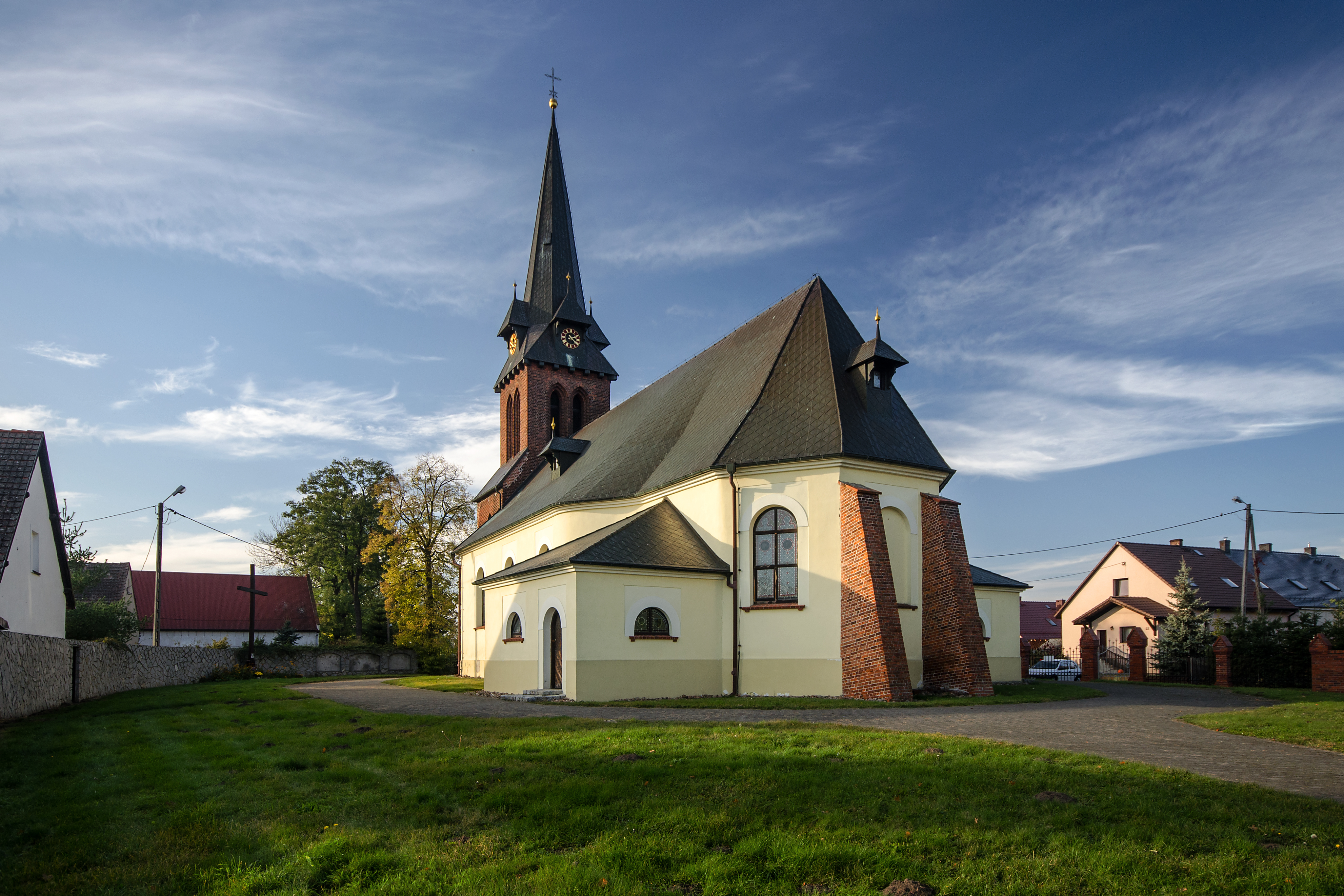
Kirche St. Laurentius

Wojnowice (deutsch Zindel) ist ein Ort in der Landgemeinde Czernica im Powiat Wrocławski der Woiwodschaft Niederschlesien in Polen. Der Ort liegt 18 km südöstlich von Breslau rechts der Oder im Zentrum des Städtedreiecks mit Siechnice (Tschechnitz, 1936–1945 Kraftborn) und Jelcz-Laskowice. Die Oder fließt etwa vier Kilometer südlich vom Ort entfernt.

## Geschichte
Das Dorf wurde 1291 unter dem Namen „Wynowicz“ erstmals erwähnt. Ab 1338 setzte sich der Name „Cindal“ nach den früheren Besitzern, einer Patrizierfamilie Cindal aus Breslau durch. Entstanden ist der Ort aus einem Rittergut, welches später den Grafen von Saurma gehörte. Zentrum des Ortes war die katholische Kirche, eine Filialkirche der Pfarrei in Meleschwitz (Miłoszyce). Die Kirche gehörte ebenfalls der Familie derer von Saurma, die ihr Stammschloss in Jeltsch hatten. Die Toten der Grafenfamilie wurden stets in der Gruft unter der Kirche beigesetzt.
Zindel war überwiegend landwirtschaftlich geprägt und wurde dominiert durch das Rittergut mit seinem etwa 4000 Morgen großen Grundbesitz. Es gab drei Kretschams, zwei Kolonialwarengeschäfte, einen Metzger, eine Bäckerei und einen Schmied. Die zahlreichen Bauernhöfe hatten Größen zwischen 5 und 70 Morgen. Die Bahnstation nach Breslau entstand im Nachbarort Tschirne. Zindel gehörte zum Landkreis Breslau und hatte 1945 etwa 620 Einwohner, die je zur Hälfte katholisch bzw. evangelisch waren.
Am 20. Januar 1945 floh die gesamte Bevölkerung des Ortes vor den nahenden sowjetischen Truppen. Ehemalige Bewohner des Ortes und deren Nachkommen leben heute vor allem in der Gegend um Bayreuth sowie in den Ortschaften des Landkreises Bogen.

## Sehenswürdigkeiten
- Kirche St. Laurentius